# (28978) Ixion
(28978) Ixion és un objecte del Cinturó de Kuiper. Orbita al voltant del Sol a 39.53 ua de distància mitjana. Això és aproximadament a la mateixa distància que el planeta nan Plutó. Té un diàmetre d'entre 400 i 800 kilòmetres depenent de si la mesura es fa amb el mètode termal o l'assumpció d'albedo.
El seu descobriment va ser anunciat el 22 de maig del 2001. El nom provisional que se li va donar aleshores va ser 2001 KX76. El seu descobridor és el Deep Ecliptic Survey, projecte per a detectar nous objectes del cinturó de Kuiper, que té com a principal investigador a Bob Millis.
Els resultats espectroscòpics visible i infraroig indiquen que la superfície de (28978) Ixion és una barreja de gel d'aigua, carboni fosc i tolins, que és un heteropolímer format per la irradiació dels clatrats d'aigua i compostos orgànics.
Dins de la categoria d'objectes del Cinturó de Kuiper, (28978) Ixion pertany a la subcategoria dels plutins. Aquesta subcategoria engloba tots els objectes amb òrbites semblants a la de Plutó. Això vol dir que (28978) Ixion dona 2 voltes al voltant del Sol en el temps que Neptú en dona 3. Dins d'aquesta categoria és el quart objecte més gran, després de Plutó, (90482) Orc i Caront
Segons les normes que dicta la Unió Astronòmica Internacional, els noms dels plutins han de ser de déus del món subterrani (el món dels morts). Ixíon era segons la mitologia grega un rei de Tessàlia que va ser enviat al Tàrtar («equiparable» a l'infern) per part de Zeus per haver intentat seduir a Hera.